# Fontenoy-la-Joûte
Fontenoy-la-Joûte település Franciaországban, Meurthe-et-Moselle megyében. Lakosainak száma 311 fő (2022. január 1.). Fontenoy-la-Joûte Ménarmont, Flin, Glonville, Moyen, Bazien és Domptail községekkel határos.

## Népesség
A település népességének változása:
| Lakosok száma | 340  | 275  | 278  | 303  | 282  | 300  | 315  | 309  | 306  | 311  |
|               | 1968 | 1982 | 1990 | 2006 | 2013 | 2015 | 2017 | 2019 | 2020 | 2022 |